# Ян Бедржих из Вальдштейна
Ян Бедржих из Вальдштейна (нем. Johann Friedrich Reichsgraf von Waldstein, чеш. Jan Bedřich z Valdštejna; 18 августа 1642, Вена — 3 июня 1694, Духцов) — чешский католический священник, 31-й велмистр Ордена рыцарей креста с красной звездой (1668—1694), 2-й епископ Краловеградецкий (1668—1675), 16-й архиепископ Пражский (1675—1694).

## Ранняя биография
Ян Бедржих Вальдштейн родился в Вене младшим сыном графа Максимилиана Вальдштейна (ум. 1654) и его жены графини Поликсены из Талмберка. После смерти родителей его опекуном стал Фердинанд Арношт Вальдштейн. 14 сентября 1661 года император провозгласил его совершеннолетним. Выбрав духовную карьеру, Вальдштейн изучал философию в колледже иезуитов в Праге, затем теологию в Риме. Ещё до рукоположения в священники в 1665 году папа римский Александр VII назначил Вальдштейна прелатом. После рукоположения Вальдштейн Леопольд I назначил его каноником в Оломоуце, а затем во Вроцлавском соборе. В 1668 году рыцари Ордена крестоносцев с красной звездой избрали Яна Бедржиха Вальдштейна своим Велмистром (Великим магистром).

## Епископ и архиепископ
В том же году Вальдштейн в должности епископа возглавил епархию Градец-Кралове, а в 1675 году стал 16-м архиепископом Пражским (официальное вступление в должность состоялось 14 марта 1676 года).
Архиепископ Вальдштейн известен как последовательный проводник политики рекатолизации в Чехии. В 1677 году вышла подготовленная его предшественником Святовацлавская библия (библия на чешском языке), а два года спустя Вальдштейн выпустил соответствующее руководство для священников. В должности архиепископа Вальдштейн поощрял возникновение новых приходов и учреждение новых чешских монастырей. Его ауксилиарий Ян Игнац Длоуговески организовал в Праге дом для ушедших на покой священников.
В период архиепископства Вальдштейна происходит постепенное урезание правительством светских полномочий церкви. В 1688 году церковные суды Чехии были лишены права назначать наказания за религиозные преступления. При Вальдштейне обострился спор о церковной десятине, которую правительство использовало для финансирования военных расходов, а конфликт архиепископа с парламентариями, требовавшими введения прямого налогообложения духовенства, привели к исключению Вальдштейна из чешского парламента в 1693 году.
Ян Бедржих Вальдштейн умер 3 июня 1694 года в Духцове и был погребён в Вальдштейнской капелле Собора Святого Вита в Праге. Архиепископ Вальдштейн известен как щедрый меценат, покровитель художников и архитекторов, а также коллекционер предметов искусства.